# U-771
Unterseeboot 771 foi um submarino alemão do Tipo VIIC, pertencente a Kriegsmarine que atuou durante a Segunda Guerra Mundial.

## Comandantes
| Comandante         | Data                                            |
| ------------------ | ----------------------------------------------- |
| Oblt. Helmut Block | 18 de novembro de 1943 - 11 de novembro de 1944 |

## Subordinação
Durante o seu tempo de serviço, esteve subordinado às seguintes flotilhas:
| Período                                       | Flotilha                                   |
| --------------------------------------------- | ------------------------------------------ |
| 18 de novembro de 1943 - 31 de maio de 1944   | 31. Unterseebootsflottille (treinamento)   |
| 1 de junho de 1944 - 31 de julho de 1944      | 9. Unterseebootsflottille (serviço ativo)  |
| 1 de agosto de 1944 - 30 de setembro de 1944  | 11. Unterseebootsflottille (serviço ativo) |
| 1 de outubro de 1944 - 11 de novembro de 1944 | 13. Unterseebootsflottille (serviço ativo) |

## Operações conjuntas de ataque
O U-771 participou das seguinte operações de ataque combinado durante a sua carreira:
- Rudeltaktik Zorn (27 de setembro de 1944 - 30 de setembro de 1944)
- Rudeltaktik Regenschirm (14 de outubro de 1944 - 16 de outubro de 1944)
- Rudeltaktik Panther (16 de outubro de 1944 - 10 de novembro de 1944)